# Rakytovec
Rakytovec (1325 m n. m.) je nejvyšším bodem Podtatranské kotliny. Nachází se v podcelku Tatranské podhorie, asi 3 km západně od Štrbského Plesa a 5 km severozápadně od Tatranské Štrby v okrese Poprad (Prešovský kraj), na území Tatranského národního parku. Severozápadně od vrcholu se nachází Nižné a Vyšné Rakytovské pliesko. Po jihozápadních svazích hory stéká Rakytovský potok. Vrchol je porostlý lesem a neposkytuje žádné výhledy.

## Přístup
Na horu nevedou žádné turistické značky a je z důvodů ochrany přírody nepřístupná (území národního parku).